# Lev Aleksandrovič Bezymenskij
Lev Aleksandrovič Bezymenskij (in russo Лев Александрович Безыменский?; Kazan', 30 dicembre 1920 – Mosca, 26 giugno 2007) è stato uno storico e giornalista russo, fino al 1991 sovietico.

## Biografia
Si laureò in filosofia all'Università statale di Mosca e durante la Seconda guerra mondiale fu interprete e ufficiale di ricognizione per i generali Žukov e Rokossovskij. Oltre a prendere parte a diverse battaglie, fu interprete, tra l'altro, nel 1943 all'interrogatorio del comandante in capo tedesco Friedrich Paulus al termine della battaglia di Stalingrado. 
Dopo la fine della guerra, come parte di un'operazione segreta della dirigenza sovietica, fece ricerche sul bunker di Hitler. Lavorò poi come giornalista e storico a Bonn. È noto come autore di numerosi libri sulla seconda guerra mondiale e sulle relazioni germano-sovietiche dell'epoca. Dal 1985 è stato membro del comitato scientifico del Centro per gli studi di storia tedesca di Mosca; nel 1999 ebbe una cattedra presso l'Accademia di scienze militari di Mosca nel 1999. Più recentemente scrisse per la rivista moscovita Novoe Vremja. 

## Opere
- Die letzten Notizen von Martin Bormann. Ein Dokument und sein Verfasser, Stuttgart, Deutsche Verlags-Anstalt, 1974, ISBN 3-421-01660-7.
- Sonderakte Barbarossa. Dokumente, Darstellung, Deutung, Stuttgart, Deutsche Verlags-Anstalt, 1968. Edizione tascabile: Reinbek, Rowohlt, 1973, ISBN 3-499-16838-3.
- Die Schlacht um Moskau 1941, Köln, Pahl-Rugenstein, 1981, ISBN 3-7609-0570-6.
- Der Tod des Adolf Hitler, 2ª edizione, München/Berlin, Herbig, 1982, ISBN 3-7766-1018-2.
- Curatore con Gerd R. Ueberschär, Der deutsche Angriff auf die Sowjetunion 1941. Die Kontroverse um die Präventivkriegsthese, Darmstadt, Primus, 1998. Riedizione 2011, ISBN 978-3-89678-776-7.
- Stalin und Hitler – Das Pokerspiel der Diktatoren, Berlin, Aufbau Verlag, 2002, ISBN 3-351-02539-4.
- Con Ulrich Völklein, Die Wahrheit über Raoul Wallenberg, Göttingen, Steidl, 2000, ISBN 3-88243-712-X.